# M (James Bond)
M é uma personagem fictícia da série de James Bond, chefe do Serviço Secreto de Inteligência britânico – também conhecido como MI6, criada por Ian Fleming. Personagem constante em toda a literatura de Fleming e na filmografia de 007, chefe e principal aliado do espião britânico, foi baseada em várias pessoas que seu criador conheceu durante a vida e que haviam comandado seções da Inteligência Britânica no período em que a integrou, com destaque para o contra-almirante John Henry Godfrey, seu superior na Divisão de Inteligência Naval.
M já apareceu nos romances escritos por seu criador Fleming e, após sua morte, por outros sete autores, como também em vinte e quatro filmes da série. Na série oficial produzida pela EON Productions, ele já foi interpretado por quatro atores: Bernard Lee, Robert Brown, Judi Dench e Ralph Fiennes. Em duas produções independentes, por John Huston e Edward Fox.

## Inspirações

O Almirante Godfrey, a inspiração para M.

Fleming baseou muitos dos aspectos de M no contra-almirante John Henry Godfrey, antigo diretor da Divisão de Inteligência Naval da Marinha Real Britânica, e seu superior durante a Segunda Guerra Mundial. Após a morte do autor, Godfrey reclamou dizendo que "ele me transformou naquele personagem desagradável, M".
Outra possível inspiração inclui o Tenente-Coronel Sir Claude Dansey, subchefe do MI6 e chefe do canal Z durante a guerra, que era visto de muitas maneiras por aqueles que o conheciam: Malcolm Muggeridge achava que ele era "o único profissional do MI6", enquanto Hugh Trevor-Roper o considerava "uma droga total, corrupto, incompetente, porém com uma certa astúcia". Outra inspiração foi Maxwell Knight, chefe do MI5, que assinava seus memorandos como "M" e a quem Fleming conhecia bem. A tradição do chefe do MI6 assinar seu nome com uma única letra veio de Mansfield Smith-Cumming, que assinava seu "C" com tinta verde.
Outra possibilidade de modelo para M foi William Melville, um irlandês que se tornou chefe do Escritório do Serviço Secreto, o predecessor do MI5 e MI6. Melville era chamado dentro dos círculos do governo de M. Ele recrutou Sidney Reilly para servir ao governo e frustrou uma tentativa de assassinato contra a Rainha Vitória no seu Jubileu de Ouro, em 1887. O biógrafo de Fleming, John Pearson, também levanta a hipótese que a caracterização de M reflete memórias que o autor tinha de sua mãe:
| “ | Há uma razão para pensar que uma ligação mais reveladora para a verdadeira identidade de M encontra-se no fato que o jovem Fleming chamava sua mãe de M. ... Enquanto Fleming era jovem, sua mãe com certeza era uma das poucas pessoas que ele tinha medo, e sua severidade para com ele, suas exigências inexplicadas, e sua insistência sem remorso em sucesso encontraram um eco constante no modo que M lida com o agente 007. | ” |
|   | — John Pearson, The Life of Ian Fleming. |   |

## Romances
O terceiro romance de Bond escrito por Fleming, Moonraker, estabelece as iniciais de M como "M**** M*******" e seu primeiro nome é posteriormente revelado como sendo Miles. No último romance da série, The Man with the Golden Gun, a identidade completa de M é revelada como Almirante Sir Miles Masservy, KCMG; Masservy foi nomeado como chefe do MI6 depois de seu predecessor ter sido assassinado em sua própria mesa.
Um tema naval permeia a descrição que Fleming faz de M e seus arredores, e o personagem foi descrito pelo jornalista e estudioso Ben Macintyre como "um autoritário naval em cada centímetro". Macintyre também percebeu em seus estudos que Kingsley Amis delineou o modo como Fleming descreveu a voz de M, sendo: nervosa (três vezes); brutal, fria (sete vezes); breve, seca (cinco vezes); áspera (sete vezes); austera, rabugenta (cinco vezes).
No decorrer de doze romances e duas coleções de contos, Fleming deu vários detalhes relacionados a história do personagem. Em On Her Majesty's Secret Service, é revelado que o salário de M como chefe do Serviço Secreto é de £6500 por ano (£101 396 em valores atuais), com £1.500 vindo de sua aposentadoria naval. Apesar de seu salário ser considerado bom para as décadas de 1950 e 1960, nunca é explicado como M podia pagar um título de membro no Blades, um clube privado da classe alta para cavalheiros que ele frequenta em Londres para jogar e jantar. O Blades tem seus membros restritos a um número de duzentos e todos devem pagar £100 000 (£fmtn|1559944}} em valores atuais) em dinheiro. Amis percebeu em seu estudo, The James Bond Dossier, que o salário de M e sua situação como membro do Blades é algo confuso. Como um favor pessoal, os funcionários do Blades mantém um estoque de vinho tinto barato da Argélia sem colocá-los na carta de vinhos. M se refere a eles como "enfurecedores" e tende a bebê-los em quantidades moderadas a menos que esteja com péssimo humor.
O acadêmico Paul Stock discute que o escritório de M é uma metonímia para a Inglaterra e um ponto estável de onde Bond parte para uma missão, enquanto que M é uma representação icônica da Inglaterra e das coisa inglesas.
No primeiro romance pós-Fleming, Colonel Sun, M é sequestrado de Quarterdeck, sua casa, e Bond não mede esforços para resgatá-lo. Os livros posteriores, escritos por John Gardner, mantém Sir Miles Masservy como M, que protege Bond do novo clima menos agressivo no Serviço Secreto, dizendo em um momento que o Reino Unido precisará de "um instrumento cego". No último romance de Gardner, COLD, M é sequestrado e resgatado por Bond, se aposentando do MI6 ao final do livro. O romance de 1998 escrito por Raymond Benson, The Facts of Death, continua a aposentadoria de Masservy, ainda morando em Quarterdeck. O livro também introduz uma nova M, Barbara Mawdsley.

## Filmes

### EON Productions

#### Bernard Lee: 1962–1979
M foi interpretado por Bernard Lee desde Dr. No, primeiro filme da série, até Moonraker. Em Dr. No, M se refere a um recorde de reduzir o número de mortes de agentes desde que assumiu o trabalho, implicando que outra pessoa ocupava o cargo até recentemente. O filme também mostra M dizendo ser o chefe do MI7; Lee havia originalmente dito MI6, porém sua fala foi redublada com MI7 antes do lançamento do filme. No início do mesmo filme, o departamento foi chamado de MI6 por um operador de rádio.
Vários estudiosos de Bond perceberam que a interpretação de Lee estava muito semelhante com sua contraparte literária; John Cork e Colin Stutz observaram que Lee era "muito semelhante com a visão original de Fleming para o personagem", enquanto que Steven Jay Rubin comentou sua figura autoritária séria e eficiente. Jim Smith e Stephen Lavington, enquanto isso, dizem que Lee era "a verdadeira encarnação do almirante rabugento de Fleming".
Lee morreu de câncer em janeiro de 1981, quatro meses após o início das filmagens de For Your Eyes Only e antes de qualquer uma de suas cenas serem filmadas. Em respeito, nenhum ator foi contratado para assumir o papel e, ao invés disso, o roteiro foi reescrito para que fosse dito que o personagem saiu de licença, com suas falas sendo entregues para seu Chefe de Estado Bill Tanner e para o Ministro da Defesa, Sir Frederick Gray. Filmes posteriores fizeram referência à Lee como M, com uma pintura sua no quartel general do MI6 na Escócia em The World Is Not Enough. A aparência de Lee também foi usada no jogo eletrônico de 2005 007: From Russia with Love.
Aparições:
| - Dr. No (1962) - From Russia with Love (1963) - Goldfinger (1964) - Thunderball (1965) - You Only Live Twice (1967) - On Her Majesty's Secret Service (1969) | - Diamonds Are Forever (1971) - Live and Let Die (1973) - The Man with the Golden Gun (1974) - The Spy Who Loved Me (1977) - Moonraker (1979) |

#### Robert Brown: 1983–1989
Após a morte de Lee, os produtores contrataram Robert Brown para interpretar M em Octopussy. Brown já havia interpretado o Almirante Hargreves no filme The Spy Who Loved Me, e os estudiosos Rubin, Cork e Stutz consideram que Hargreaves teria sido promovido para o cargo de M, ao invés de Brown estar interpretando uma pessoa diferente.
Lee Pfeiffer e Dave Worrall consideram que apesar de Brown parecer perfeito, o papel foi suavizado em relação ao de Lee; eles também o acharam "muito paternal", apesar de terem afirmando que ele foi muito efetivo ao retirar a licença 00 de Bond em Licence to Kill. Raymond Benson concorda, notando que o papel de M foi "mais uma vez subescrito, e Brown não teve a oportunidade de explorar e revelar os traços de seu personagem"; Benson também o achou "legal de mais".
Aparições:
| - The Spy Who Loved Me – apenas como Almirante Hargreaves - Octopussy (1983) - A View to a Kill (1985) - The Living Daylights (1987) - Licence to Kill (1989) |

#### Judi Dench: 1995–2012
Depois do longo período entre Licence to Kill e GoldenEye, os produtores contrataram Judi Dench para interpretar a nova M. A personagem é baseada em Stella Rimington, chefe do MI5 entre 1992 e 1996. Em GoldenEye, M é fria, calculista e desgosta de Bond descaradamente, chamando-o de "dinossauro sexista misógino, uma relíquia da Guerra Fria". Tanner, seu chefe de gabinete, refere-se a ela durante o filme como "a rainha má dos números", dada sua reputação à época por se basear em estatísticas e análises ao invés de ser impulsiva e ter iniciativa.
Dench também interpretou M em Casino Royale, de 2006, filme que reiniciou a franquia. Na nova continuidade, M implica que ela trabalha há tempos para o MI6, em certo ponto afirmando, "Deus, sinto falta da Guerra Fria". Também há referências à sua família: em GoldenEye, ele responde a piada da "Rainha Má dos Números" dizendo que quando desejar ouvir sarcasmo, ouvirá seus filhos. Marc Forster, diretor de Quantum of Solace, sugeriu que a escolha de Dench como M deu a personagem conotações maternas em sua relação com Bond. Em Skyfall, depois de ser caçada por Raoul Silva, M leva um tiro no abdômen e morre nos braços de Bond.
Aparições:
| - GoldenEye (1995) - Tomorrow Never Dies (1997) - The World Is Not Enough (1999) - Die Another Day (2002) - Casino Royale (2006) - Quantum of Solace (2008) - Skyfall (2012) | Dench também apareceu em seis jogos eletrônicos: - 007: Nightfire (2002) - 007: Everything or Nothing (2004) - GoldenEye: Rogue Agent (2004) - 007: Quantum of Solace (2008) - GoldenEye 007 (2010) - James Bond 007: Blood Stone (2010) |

#### Ralph Fiennes: 2012–presente
Após a morte da M de Dench, sua posição como M e chefe do serviço secreto foi entregue a Gareth Mallory, interpretado por Ralph Fiennes. Mallory era o presidente do Comitê de Inteligência e Segurança antes de comandar o MI6. Ele é um antigo membro do Exército Britânico, tendo servido com o Serviço Aéreo Especial durante o conflito na Irlanda do Norte com a patente de tenente-coronel, onde foi capturado pelo IRA e feito prisioneiro por três meses. Depois de ser solto ele aposentou-se e entrou na política.
Aparições:
| - Skyfall (2012) – assume o posto no final do filme - Spectre (2015) |

### Independentes

#### John Huston: 1967
A sátira Casino Royale de 1967 possuia dois Ms. O primeiro foi interpretado por John Huston, que também co-dirigiu o filme. No filme, o verdadeiro nome de M é McTarry e ele é acidentalmente morto quando, para fazer Bond sair da aposentadoria, ele ordena que o exército atire morteiros na mansão de Bond quando o espião se recusa a voltar ao dever. O primeiro quarto do filme mostra a subsequente visita de Bond ao Castelo McTarry na Escócia, em uma aventura para entregar o único resto de M encontrado após o ataque – sua peruca ruiva.
Posteriormente, Bond – interpretado por David Niven – se torna o novo M e ordena que todos os agentes do MI6, homens e mulheres, mudem seus nomes para "James Bond 007" com o objetivo de confundir o inimigo.

#### Edward Fox: 1983
No filme de 1983 Never Say Never Again, Edward Fox interpretou M como um burocrata que despreza Bond – muito diferente da relação que o M de Bernard Lee tinha com o Bond de Sean Connery; o acadêmico Jeremy Black nota que o desprezo que o M de Fox tem pela seção 00 foi correspondido pelo Bond de Connery. O personagem em Never Say Never Again também é mais jovem do que os anteriores. O acadêmico James Chapman mostra que apesar dele considerar Bond uma relíquia, o Secretário de Assuntos Estrangeiros ordena que a seção 00 seja reativada.